# جون أليسون (سياسي أمريكي)
جون أليسون (بالإنجليزية: John Allison)‏ هو محامي وسياسي أمريكي، ولد في 5 أغسطس 1812 في الولايات المتحدة، وتوفي في 23 مارس 1878. حزبياً، نشط في الحزب الجمهوري. وقد انتخب عضو مجلس نواب بنسيلفانيا وانتخب عضو مجلس النواب الأمريكي.